# 新聞週間
新聞週間（しんぶんしゅうかん）は一般社団法人・日本新聞協会が主催して、毎年10月に開催される、新聞についての啓発・啓蒙のためのキャンペーンである。

## 概要
この企画は、1948年（昭和23年）10月1日、アメリカ進駐軍（GHQ）の示唆により、ニューズペーパー・ウィークと呼応する形で開始された。読者に新聞の重要性を知らせ、新聞と読者の結び付きを強化すること、および新聞・放送に関わる者が「言論・報道の自由」を守り、いっそうの発展を期する覚悟を新たにすることを目標にしている。
キャンペーンは毎年10月15日から10月22日に開催されており、日本新聞協会にとっての年間を通しての最大のイベントである。新聞への理解を深めてもらうための「新聞週間標語」と題したキャッチフレーズの募集を初め、全国主要都市各地で有識者を交えての講演会・トークショー、並びに映画の試写会などで構成する「新聞週間記念の集い」が行われる。その中央記念行事として、毎年都道府県持ち回りで新聞協会加盟各社の幹部が集まって「全国新聞大会」が行われ、ここでは新聞大会決議などの会議、並びに日本新聞協会賞の受賞作品・案件の発表会、表彰式が開催される。
またこの期間中の日曜日は「新聞少年の日」「新聞配達の日」が同時開催される。前者は、戦後、新聞配達で中心的な役割を果たした新聞少年たちの日頃の労を労い、また少年たちに感謝・激励を与えて、広く多くの市民への理解を求めるために1962年から、また後者は新聞の宅配（戸別配達）の社会的な意義と重要性の啓発を進めることを目的として1991年から実施され、新聞広告やポスターなどを配布しての啓蒙活動を行っている。さらに10月20日には「新聞広告の日」と銘打って、新聞広告賞、並びに新聞広告クリエイティブコンテストの受賞作品・案件の発表会・表彰式も行われている。

## 春の新聞週間
また、2003年からは4月6日を語呂合わせで「新聞を読む日」とすることにちなみ、この日から4月12日の1週間を「春の新聞週間」と題したキャンペーンを展開。春に新生活を送る社会人や学生らに新聞を購読することへの啓発を呼びかけるとともに2010年から「よんどく!」と題したキャンペーンサイトを開設している。

## その他
この「新聞少年の日」が制定されて以後、当該の日曜日には新聞少年の日頃の労を労うという目的で、日曜日の夕刊を休刊とした。その後、1965年1月からは、雇用環境の悪化により、新聞少年の慰労は基より新聞販売店配達員の休日確保が必要として、第1・3週の日曜夕刊を休刊。これを同4月からは、毎週日曜・祝日に拡大した。